# Pygirhynchus carioca
Pygirhynchus carioca är en insektsart som beskrevs av Salvador de Toledo Piza Júnior 1944. Pygirhynchus carioca ingår i släktet Pygirhynchus och familjen Heteronemiidae. Inga underarter finns listade i Catalogue of Life.